# Biosofia
Biosofia, prové de les arrels gregues Bios i Sophos, entenent per aquesta unió de termes, saviesa de la vida. La Biosofia correspon a un moviment humanista fortament influenciat per Baruch Spinoza, filòsof del segle xvii. La Biosofia es defineix a si mateixa com "la ciència i l'art d'una" vida intel·ligent "(en anglès, intelligent living), basades en la consciència i la pràctica de valors espirituals, principis ètics i socials i característiques de personalitat (o caràcter), essencials per a la llibertat individual i l'harmonia social.
El terme hauria estat usat per primera vegada per Ignaz Paul Vitalis Troxler (1806), filòsof suís influenciat per Friedrich Schelling. Més tard per Peter Wessel Zapffe.
Biòsofs actuals inclouen Jong Bhak qui reinterpretaría la Biosofia com una manera de fer filosofia incloent en la reflexió desenvolupaments científics. La Biosofia de Jong Bhak, inspirada pel logicisme de Bertrand Russell, intentaria fer computable la filosofia de l'home.
El 1998, Anna Öhman i Svenolov Lindgren van presentar un programa biosòfic a Internet. L'intent d'ambdós seria el de sistematitzar i circumscriure en un marc filosòfic als estudis biològics. Alguns dels objectius del programa biosófico tindrien actualitat, per exemple en el pla de la internàutica, el de la integració dels individus d'acord amb interessos mutus.